# Cupa României 2017-2018
Cupa României 2017-2018 a fost cea de-a 80-a ediție a celui mai vechi turneu eliminator din fotbalul românesc. Câștigătoarea s-a calificat în a treia rundă de calificare a UEFA Europa League 2018-2019.

## Echipe participante
| Liga I 2016-2017 Toate echipele (14) | Liga a II-a 2016-2017 Toate echipele (20) | Liga a III-a 2016-2017 Fără echipele secunde și câteva echipe desființate (53) |
| - Viitorul Constanța - FCSB - Dinamo București - CFR Cluj - Universitatea Craiova - Astra Giurgiu - CSM Politehnica Iași - Gaz Metan Mediaș - FC Voluntari - FC Botoșani - Concordia Chiajna - ACS Poli Timișoara - Pandurii Târgu Jiu - ASA Târgu Mureș | - Juventus București - Sepsi Sfântu Gheorghe - UTA Arad - CS Mioveni - Chindia Târgoviște - Brașov - Dunărea Călărași - Afumați - Olimpia Satu Mare - Luceafărul Oradea - Dacia Unirea Brăila - Foresta Suceava - CS Balotești - Academica Clinceni - SS Politehnica Timișoara - Sportul Snagov - Râmnicu Vâlcea - Unirea Tărlungeni - Berceni - Șoimii Pâncota                                                                       | - Știința Miroslava - Metaloglobus București - Argeș Pitești - Ripensia Timișoara - Hermannstadt - AFC Hărman - Viitorul Domnești - Atletic Bradu⁠(en)[traduceți] - CSMȘ Reșița - Metalurgistul Cugir - Miercurea Ciuc - CS Tunari - CSM Alexandria - CSM Lugoj - Sănătatea Cluj - Aerostar Bacău - Național Sebiș⁠(d) - Unirea Jucu - Avântul Valea Mărului⁠(en)[traduceți] - Unirea Slobozia - Flacăra Moreni - Industria Galda de Jos - ACSF Recea - CSM Roman - SC Popești-Leordeni - Cetate Deva - FC Zalău - Olimpic Cetate Râșnov⁠(en)[traduceți] - Delta Dobrogea Tulcea - Sporting Roșiori - Performanța Ighiu - Avântul Reghin - Sporting Liești - Gloria Lunca-Teuz Cermei - Olimpia Râmnicu Sărat - CSM Oltenița - Unirea Dej - Metalosport Galați - CSO Filiași - Viitorul Ulmeni - Axiopolis Cernavodă - Unirea Alba Iulia - CS Iernut - AFC Odorheiu Secuiesc - Înainte Modelu - FC Aninoasa⁠(en)[traduceți] - Millenium Giarmata - CSM Pașcani - Șirineasa - Sportul Chiscani - Urban Titu - Nuova Mama Mia Becicherecu Mic⁠(d) |
| 42 reprezentante, una din fiecare județ1 | | |
| - Șurianu Sebeș (Alba) - Șoimii Lipova (Arad) - AS Colibași (Argeș) - Viitorul Curița (Bacău) - CS Diosig (Bihor) - Voința Cetate (Bistrița-Năsăud) - Transdor Tudora (Botoșani) - ASF Zărnești (Brașov) - Victoria Ianca (Brăila) - Regal Sport Club (București) - FC Buzău (Buzău) - Voința Lupac (Caraș-Severin) - Agricola Borcea (Călărași) - Universitatea Cluj (Cluj) | - Viitorul Fântânele (Constanța) - FC Păpăuți (Covasna) - Gloria Gaz Metan Cornești (Dâmbovița) - Dunărea Calafat (Dolj) - Zimbrul Slobozia Conachi (Galați) - AS Mihai Bravu (Giurgiu) - Știința Turceni (Gorj) - Unirea Cristuru Secuiesc (Harghita) - Inter Petrila (Hunedoara) - Bărăganul Ciulnița (Ialomița) - Unirea Mircești (Iași) - CSO Bragadiru (Ilfov) - Progresul Șomcuța Mare (Maramureș) - Recolta Dănceu (Mehedinți) | - Juvenes Târgu Mureș (Mureș) - Cimentul Bicaz (Neamț) - FC Milcov (Olt) - Petrolul Ploiești (Prahova) - Luceafărul Decebal (Satu Mare) - Rapid Jibou (Sălaj) - Spicul Șeica Mare (Sibiu) - Bucovina Rădăuți (Suceava) - Astra Plosca (Teleorman) - Voința Biled (Timiș) - Pescărușul Sarichioi (Tulcea) - FC Gârceni (Vaslui) - Posada Perișani (Vâlcea) - CSM 2007 Focșani (Vrancea) |

## Prima runda
Toate meciurile s-au jucat pe 9 august.
| Echipa 1                      | Scor                | Echipa 2                              |
| ----------------------------- | ------------------- | ------------------------------------- |
| 9 august 2017                 |                     |                                       |
| TransDor Tudora (4)           | 4–0                 | Bucovina Rădăuți (3)                  |
| Cimentul Bicaz (4)            | 2–0                 | Viitorul Curița (4)                   |
| Unirea Mircești (4)           | 2–1                 | CSM Pașcani (3)                       |
| FC Gârceni (4)                | 1–2                 | Sportul Chiscani (3)                  |
| Voința Cetate (4)             | 0–7                 | Universitatea Cluj (3)                |
| Progresul Șomcuța Mare (4)    | 2–2 d.p. 4–2 d.l.d. | Rapid Jibou (4)                       |
| Luceafărul Decebal (4)        | 0–2                 | CS Diosig (4)                         |
| Șurianu Sebeș (4)             | w/o                 | Unirea Alba Iulia (3)                 |
| Juvenes Târgu Mureș (4)       | w/o                 | Unirea Cristuru Secuiesc (4)          |
| FC Păpăuți (4)                | 4–2                 | AFC Odorheiu Secuiesc (3)             |
| Spicul Șeica Mare (4)         | 1–2                 | ASF Zărnești (4)                      |
| Voința Biled (4)              | 6–1                 | Nuova Mama Mia Becicherecu Mic⁠(d) (3) |
| Șoimii Lipova (3)             | 6–0                 | Millenium Giarmata (3)                |
| Voința Lupac (4)              | 3–2                 | Inter Petrila (4)                     |
| Recolta Dănceu (4)            | 0–0 d.p. 4–5 d.l.d. | Știința Turceni (4)                   |
| Dunărea Calafat (4)           | 0–2                 | FC Milcov (3)                         |
| Posada Perișani (4)           | w/o                 | Șirineasa (3)                         |
| AS Colibași (4)               | 1–2                 | Urban Titu (3)                        |
| Gloria Gaz Metan Cornești (4) | 2–0                 | FC Aninoasa⁠(en)[traduceți] (3)        |
| Astra Plosca (4)              | 3–2                 | AS Mihai Bravu (4)                    |
| Bărăganul Ciulnița (4)        | 4–6                 | Agricola Borcea (3)                   |
| Regal Sport Club (4)          | 1–8                 | Petrolul Ploiești (3)                 |
| CSO Bragadiru (4)             | 1–6                 | Înainte Modelu (3)                    |
| Victoria Ianca (4)            | 1–4                 | CSM 2007 Focșani (3)                  |
| Viitorul Fântânele (4)        | 7–0                 | Pescărușul Sarichioi (4)              |
| FC Buzău (4)                  | 2–3                 | Zimbrul Slobozia Conachi (4)          |

## Runda a doua
Toate meciurile au fost pe 22 august 2017.
| Echipa 1                      | Scor                | Echipa 2                                 |
| ----------------------------- | ------------------- | ---------------------------------------- |
| 22 august 2017                |                     |                                          |
| TransDor Tudora (4)           | 1–4                 | CSM Roman (3)                            |
| Cimentul Bicaz (4)            | 1–3                 | FK Csíkszereda (3)                       |
| Unirea Mircești (4)           | w/o                 | Aerostar Bacău (3)                       |
| CSM 2007 Focșani (3)          | 5–0                 | Metalosport Galați (3)                   |
| Zimbrul Slobozia Conachi (4)  | 3–2                 | Avântul Valea Mărului⁠(en)[traduceți] (3) |
| Sportul Chiscani (3)          | 1–3                 | Sporting Liești (3)                      |
| FC Păpăuți (4)                | 0–1                 | Olimpia Râmnicu Sărat (3)                |
| Viitorul Fântânele (4)        | w/o                 | Delta Dobrogea Tulcea (3)                |
| Agricola Borcea (3)           | 2–0                 | Axiopolis Cernavodă (3)                  |
| Înainte Modelu (3)            | 5–1                 | CSM Oltenița (3)                         |
| SC Popești-Leordeni (3)       | 1–1 d.p. 5–6 d.l.d. | Unirea Slobozia (3)                      |
| CSM Alexandria (3)            | 5–3                 | CS Tunari (3)                            |
| Astra Plosca (4)              | 1–5                 | Sporting Roșiori (3)                     |
| Petrolul Ploiești (3)         | 2–0                 | Urban Titu (3)                           |
| Gloria Gaz Metan Cornești (4) | 1–2                 | Flacăra Moreni (3)                       |
| FC Milcov (4)                 | w/o                 | CSO Filiași (3)                          |
| Știința Turceni (4)           | 0–3                 | ACS Viitorul Pandurii Târgu Jiu (3)      |
| Voința Lupac (4)              | 2–5 d.p.            | Cetate Deva (3)                          |
| Voința Biled (4)              | 2–1                 | CSM Lugoj (3)                            |
| Șoimii Lipova (3)             | 3–0                 | Gloria Lunca Teuz Cermei (3)             |
| CS Diosig (4)                 | 0–3                 | Național Sebiș⁠(d) (3)                    |
| Progresul Șomcuța Mare (4)    | 2–10                | ACSF Recea (3)                           |
| Unirea Alba Iulia (3)         | 1–0                 | Unirea Dej (3)                           |
| CS Iernut (3)                 | 0–1                 | Industria Galda (3)                      |
| Unirea Cristuru Secuiesc (4)  | 3–1                 | Avântul Reghin (3)                       |
| ASF Zărnești (4)              | 1–5                 | Olimpic Cetate Râșnov⁠(en)[traduceți] (3) |
| Performanța Ighiu (3)         | w/o                 | Unirea Jucu (4)                          |
| Universitatea Cluj (3)        | w/o                 | Viitorul Ulmeni (4)                      |
| FC Zalău (4)                  | w/o                 | Sănătatea Cluj (3)                       |

## Runda a treia
Toate meciurile au fost jucate pe 12 și 13 septembrie 2017.
| Echipa 1                     | Scor                | Echipa 2                  |
| ---------------------------- | ------------------- | ------------------------- |
| 12 septembrie 2017           |                     |                           |
| Aerostar Bacău (3)           | 2–0                 | FK Miercurea Ciuc (3)     |
| FCM Alexandria (3)           | 4–0                 | Viitorul Domnești (3)     |
| CSO Filiași (3)              | 2–1                 | Sporting Roșiori (3)      |
| CS Șirineasa (3)             | 2–0                 | Atletic Bradu (3)         |
| Cetate Deva (3)              | 0–1                 | CSM Școlar Reșița (3)     |
| Șoimii Lipova (3)            | 2–1                 | Național Sebiș (3)        |
| Performanța Ighiu (3)        | 0–0 d.p. 7–6 d.l.d. | Metalurgistul Cugir (3)   |
| Petrolul Ploiești (3)        | 3–0                 | Flacăra Moreni (3)        |
| 13 septembrie 2017           |                     |                           |
| CSM Roman (3)                | 1–1 d.p. 2–3 d.l.d. | Știința Miroslava (2)     |
| Olimpic Cetate Râșnov (3)    | 1–2 d.p.            | AFC Hărman (3)            |
| CSM 2007 Focșani (3)         | 3–1                 | Olimpia Râmnicu Sărat (3) |
| Zimbrul Slobozia Conachi (4) | 1–2                 | Sporting Liești (3)       |
| Delta Dobrogea Tulcea (3)    | 1–4                 | Unirea Slobozia (3)       |
| Agricola Borcea (3)          | 2–1                 | Înainte Modelu (3)        |
| Voința Biled (4)             | 1–0                 | Ripensia Timișoara (2)    |
| Unirea Alba Iulia (3)        | 1–1 d.p. 2–4 d.l.d. | Industria Galda (3)       |
| Unirea Cristuru Secuiesc (4) | 1–2                 | Sănătatea Cluj (3)        |
| Universitatea Cluj (3)       | 5–1                 | ACSF Recea (3)            |

## Runda a patra
Toate meciurile au fost jucate pe 3 și 4 octombrie 2017.
| Echipa 1                   | Scor                | Echipa 2                     |
| -------------------------- | ------------------- | ---------------------------- |
| 3 octombrie 2017           |                     |                              |
| Aerostar Bacău (3)         | 1–0                 | Foresta Suceava (2)          |
| CSM 2007 Focșani (3)       | 0–5                 | Știința Miroslava (2)        |
| Agricola Borcea (3)        | 1–4                 | Petrolul Ploiești (3)        |
| Unirea Slobozia (3)        | 2–1                 | Dunărea Călărași (2)         |
| FCM Alexandria (3)         | 1–3                 | Academica Clinceni (2)       |
| CSO Filiași (3)            | 2–2 d.p. 3–5 d.l.d. | Argeș Pitești (2)            |
| CSM Școlar Reșița (3)      | 2–2 d.p. 5–3 d.l.d. | Pandurii Târgu Jiu (2)       |
| Universitatea Cluj (3)     | 2–0                 | Olimpia Satu Mare (2)        |
| Sănătatea Cluj (3)         | 3–1                 | Luceafărul Oradea (2)        |
| 4 octombrie 2017           |                     |                              |
| Sporting Liești (3)        | 2–2 d.p. 2–4 d.l.d. | Dacia Unirea Brăila (2)      |
| Metaloglobus București (2) | 2–0                 | Sportul Snagov (2)           |
| Balotești (2)              | 0–4                 | Afumați (2)                  |
| AFC Hărman (3)             | 0–4                 | Chindia Târgoviște (2)       |
| Șirineasa (3)              | 1–1 d.p. 2–4 d.l.d. | Mioveni (2)                  |
| Voința Biled (4)           | 0–1                 | SS Politehnica Timișoara (2) |
| Național Sebiș (3)         | 1–4                 | UTA Arad (2)                 |
| Performanța Ighiu (3)      | 1–1 d.p. 3–5 d.l.d. | Târgu Mureș (2)              |
| Industria Galda (3)        | 1–3                 | Hermannstadt (2)             |

## Șaisprezecimi
Meciurile șaisprezecimilor au fost jucate în perioada 24-26 octombrie 2017.
| 24 octombrie 2017 | Argeș Pitești (2)     | 1–2 | Politehnica Iași (1)  | Pitești                                                                   |  |
| 16:00             | I.Năstăsie 52' (pen.) |     | Spătaru 71' Cissé 86' | Stadion: Nicolae Dobrin Spectatori: 250 Arbitru: Marius Avram (București) |  |

| 24 octombrie 2017                                | Petrolul (3)                  | 1–1 d.p. (3–4 d.l.d.)                           | Mioveni (2)    | Ploiești                                                                      |  |
| 18:00                                            | Vintilă 90+2'                 |                                                 | C.Năstăsie 35' | Stadion: Ilie Oană Spectatori: 3000 Arbitru: Lucian Rusandu (Sfântu Gheorghe) |  |
|                                                  | Penalty-uri de departajare⁠(d) |                                                 |                |                                                                               |  |
| Tudor · Ciocâlteu · Popescu · Velisar · Stănescu |                               | C.Năstăsie · Gugu · Negoiță · E.Stoica · Neacșu |                |                                                                               |  |

| 24 octombrie 2017 | U Cluj (3)                   | 2–1 | Miroslava (2)       | Cluj-Napoca                                                                |  |
| 19:00             | Giurgiu 61' (pen.) Lemac 89' |     | Al.Marin 73' (pen.) | Stadion: Cluj Arena Spectatori: 2000 Arbitru: Adrian Comănescu (Rm.Vâlcea) |  |

| 24 octombrie 2017 | Sepsi (1) | 0–2 | CSU Craiova (1)        | Brașov                                                                            |  |
| 20:30             |           |     | Mitriță 27' Băluță 88' | Stadion: Silviu Ploeșteanu Spectatori: 3400 Arbitru: Andrei Chivulete (București) |  |

| 25 octombrie 2017 | Hermannstadt (2) | 1–0 d.p. | Voluntari (1) | Sibiu                                                               |  |
| 14:00             | Dâlbea 97'       |          |               | Stadion: Municipal Spectatori: 5000 Arbitru: Marian Barbu (Făgăraș) |  |

| 25 octombrie 2017 | Academica Clinceni (2) | 0–1 | Chindia (2) | Clinceni                                                           |  |
| 14:30             |                        |     | L.Mihai 79' | Stadion: Clinceni Spectatori: 150 Arbitru: Dan Botescu (București) |  |

| 25 octombrie 2017 | Afumați (2)                                             | 5–2 | UTA Arad (2)   | Afumați                                                            |  |
| 14:30             | Dedu 16' (pen.), 64' Buduroi 49' Olariu 73' (pen.), 88' |     | Stahl 39', 42' | Stadion: Comunal Spectatori: 100 Arbitru: Cătălin Buși (Rm.Vâlcea) |  |

| 25 octombrie 2017 | Unirea Slobozia (3)    | 4–0 | ASA Târgu Mureș (2) | Slobozia                                                           |  |
| 14:30             | Bucă 9', 10', 16', 25' |     |                     | Stadion: 1 Mai Spectatori: 2000 Arbitru: Eduard Ioniță (Constanța) |  |

| 25 octombrie 2017 | Metaloglobus (2) | 1–2 | Gaz Metan (1)                | București                                                              |  |
| 14:30             | Bilciurescu 3'   |     | Baradji 14' (o.g.) Mitić 71' | Stadion: Metaloglobus Spectatori: 300 Arbitru: Iulian Dima (București) |  |

| 25 octombrie 2017 | Dacia U Brăila (2) | 1–2 | Daco-Getica (1)             | Brăila                                                                 |  |
| 14:30             | Banyoi 84'         |     | Băjenaru 17' Al.Zaharia 74' | Stadion: Municipal Spectatori: 500 Arbitru: Mihai Amorăriței (Câmpina) |  |

| 25 octombrie 2017 | Școlar Reșița (3)           | 2–4 | Viitorul Constanța (1)          | Reșița                                                                        |  |
| 14:30             | Costin 85' Liuba 90' (pen.) |     | C.Ene 5', 7' Mățan 13' Vînă 64' | Stadion: Mircea Chivu Spectatori: 4000 Arbitru: Marian Balaci (Turnu Severin) |  |

| 25 octombrie 2017 | Chiajna (1) | 0–3 | Astra Giurgiu (1)             | Chiajna                                                                      |  |
| 16:00             |             |     | Moise 40', 74' V.Gheorghe 82' | Stadion: Concordia Spectatori: 150 Arbitru: Robert Dumitru (Sfântu Gheorghe) |  |

| 25 octombrie 2017 | ASU Politehnica Timișoara (2) | 0–1 | ACS Poli (1) | Timișoara                                                                     |  |
| 18:00             |                               |     | Abraw 52'    | Stadion: Dan Păltinișanu Spectatori: 3000 Arbitru: Denis Haidiner (Hunedoara) |  |

| 25 octombrie 2017 | Sănătatea Cluj (3) | 1–6 | FCSB (1)                                                                | Cluj-Napoca                                                               |  |
| 20:30             | Negru 83'          |     | Man 17', 23' (pen.) D.Benzar 32' De Amorim 45' Achim 58' I.Stoica 90+2' | Stadion: Cluj Arena Spectatori: 4500 Arbitru: Florin Andrei (Târgu Mureș) |  |

| 26 octombrie 2017                            | Botoșani (1)                  | 1–1 d.p. (3–2 d.l.d.)                   | CFR Cluj (1) | Botoșani                                                              |  |
| 18:00                                        | J.Rodríguez 69'               |                                         | Omrani 42'   | Stadion: Municipal Spectatori: 3000 Arbitru: Adrian Cojocaru (Galați) |  |
|                                              | Penalty-uri de departajare⁠(d) |                                         |              |                                                                       |  |
| Târnovan · Moruțan · J.Rodríguez · Bordeianu |                               | Mureșan · Nistor · Omrani · Păun · Deac |              |                                                                       |  |

| 26 octombrie 2017 | Aerostar (3) | 0–1 | Dinamo (1) | Piatra Neamț                                                          |  |
| 21:00             |              |     | Nemec 85'  | Stadion: Ceahlăul Spectatori: 3000 Arbitru: Florin Mazilu (Satu Mare) |  |

## Optimi de finală
Meciurile optimilor au fost jucate pe 28, 29 și 30 noiembrie 2017.
| 28 noiembrie 2017 | Unirea Slobozia (3) | 0–2 | Politehnica Iași (1)                   | Slobozia                                                              |  |
| 14:00             |                     |     | Pedro Mendes 10' (pen.) Ștefănescu 66' | Stadion: 1 Mai Spectatori: 400 Arbitru: Horia Mladinovici (București) |  |

| 28 noiembrie 2017 | Afumați (2)           | 2–3 d.p. | CSU Craiova (1)               | Ploiești                                                                |  |
| 18:00             | Burlacu 10' Vlada 93' |          | Gustavo 66' Băluță 101', 105' | Stadion: Ilie Oană Spectatori: 460 Arbitru: Florin Andrei (Târgu Mureș) |  |

| 28 noiembrie 2017 | Botoșani (1)                       | 3–2 | Viitorul Constanța (1) | Botoșani                                                              |  |
| 21:00             | Chitoșcă 50' Roman 74' Plămadă 81' |     | Gavra 64' Drăguș 78'   | Stadion: Municipal Spectatori: 1000 Arbitru: Marius Avram (București) |  |

| 29 noiembrie 2017 | Mioveni (2) | 0–1 | Gaz Metan (1) | Mioveni                                                                      |  |
| 17:30             |             |     | Romeo 12'     | Stadion: Orășenesc Spectatori: 500 Arbitru: Robert Dumitru (Sfântu Gheorghe) |  |

| 29 noiembrie 2017             | U Cluj (3)                    | 1–1 d.p. (1–3 d.l.d.)                | Dinamo (1) | Cluj-Napoca                                                         |  |
| 20:30                         | Goga 34'                      |                                      | Corbu 14'  | Stadion: Cluj Arena Spectatori: 10000 Arbitru: Ionuț Coza (Cernica) |  |
|                               | Penalty-uri de departajare⁠(d) |                                      |            |                                                                     |  |
| Goga · Florescu · Ursu · Chiș |                               | Anton · Filip · Rivaldinho · Salomão |            |                                                                     |  |

| 30 noiembrie 2017 | Hermannstadt (2)             | 2–0 | Daco-Getica (1) | Sibiu                                                               |  |
| 14:00             | Morariu 59' (o.g.) Tătar 67' |     |                 | Stadion: Municipal Spectatori: 3500 Arbitru: Cătălin Popa (Pitești) |  |

| 30 noiembrie 2017 | Chindia (2) | 0–2 d.p. | Astra Giurgiu (1)           | Giurgiu                                                       |  |
| 18:30             |             |          | Balaure 111' Chipirliu 115' | Stadion: Marin Anastasovici Arbitru: Adrian Cojocaru (Galați) |  |

| 30 noiembrie 2017 | ACS Poli (1) | 0–3 | FCSB (1)                                       | Timișoara                                               |  |
| 21:30             |              |     | Gnohéré 34' (pen.) Golofca 55' D. Benzar 90+2' | Stadion: Dan Păltinișanu Arbitru: Ovidiu Hațegan (Arad) |  |

## Sferturi
Jocurile au fost pe 27, 28 februarie și 1 martie 2018.
| 27 februarie 2018 | Gaz Metan (1) | 1–0 | Astra Giurgiu (1) | Mediaș                                                                  |  |
| 20:30             | Rondón 27'    |     |                   | Stadion: Gaz Metan Spectatori: 70 Arbitru: Andrei Chivulete (București) |  |

| 1 martie 2018 | Hermannstadt (2)          | 3–0 | FCSB (1) | Sibiu                                                                 |  |
| 14:00         | Rusu 11', 62' Blănaru 29' |     |          | Stadion: Municipal Spectatori: 10,000 Arbitru: Cătălin Popa (Pitești) |  |

| 6 martie 2018 | CSU Craiova (1) | 1–0 | Dinamo (1) | Craiova                                                                         |  |
| 17:00         | Bancu 56'       |     |            | Stadion: Ion Oblemenco Spectatori: 26,000 Arbitru: Horațiu Feșnic (Cluj-Napoca) |  |

| 13 martie 2018 | Botoșani (1)                                      | 3–2 (d.p.) | Politehnica Iași (1) | Botoșani                                                           |  |
| 17:30          | Golubović 89' Roman 95' (pen.) Axente 111' (pen.) |            | Cristea 90', 107'    | Stadion: Municipal Spectatori: 500 Arbitru: George Găman (Craiova) |  |

## Semifinale

### Tur
| 17 aprilie 2018 | Hermannstadt | 1–0 | Gaz Metan | Sibiu                                                                      |  |
|                 | Rusu 39'     |     |           | Stadion: Stadionul Municipal Spectatori: 8.000 Arbitru: Sebastian Colțescu |  |

| 19 aprilie 2018 | CSU Craiova                                           | 5–1 | Botoșani    | Craiova                                                                     |  |
|                 | Băluță 13', 31', 83' Gustavo 45+4' (pen.) Mitriță 65' |     | Acsinte 35' | Stadion: Stadionul Ion Oblemenco Spectatori: 21.000 Arbitru: Horațiu Feșnic |  |

### Retur
| 10 mai 2018 | Gaz Metan              | 2–3 | Hermannstadt                               | Mediaș                                                                                  |  |
|             | Popovici 6' Caiado 78' |     | Blănaru 11' Petrescu 28' Sârghi 31' (aut.) | Stadion: Stadionul Gaz Metan Spectatori: 5.000 (1.800 din Sibiu) Arbitru: István Kovács |  |

| 9 mai 2018 | Botoșani                          | 2–1 | CSU Craiova | Botoșani                                                              |  |
|            | Axente 13' Golubović 45+4' (pen.) |     | Mitriță 61' | Stadion: Stadionul Municipal Spectatori: 3.000 Arbitru: Marcel Bârsan |  |

## Finala
| 27 mai 2018 | Hermannstadt | 0–2 | CSU Craiova             | București                                                                                                |  |
|             |              |     | Gustavo 29' Mitriță 58' | Stadion: Arena Națională Spectatori: 31.000 (25.000 din Craiova, 6.000 din Sibiu) Arbitru: Marcel Bârsan |  |